# Deutsches Elektronen-Synchrotron
Le DESY (Deutsches Elektronen-Synchrotron : synchrotron à électrons allemand) est un important centre de recherche en Europe en physique des particules et en rayonnement synchrotron.
Ce centre a été fondé le 18 décembre 1959 à Hambourg. C'est le centre de recherche en physique le plus important, après le CERN à Genève. Il est membre de la Helmholtz-Gemeinschaft.
DESY a pour but de mener des recherches dans les domaines suivants :
- le développement, la construction et la mise en œuvre d'accélérateurs de particules ;
- la physique des particules ;
- La recherche avec les photons.

## Mission
La mission de DESY est de développer la recherche fondamentale en sciences naturelles, et plus précisément autour de trois points :
1. le développement, la construction et la mise en œuvre d'accélérateurs de particules
2. la recherche des propriétés fondamentales de la matière et des forces dans le cadre de la physique des particules ou plutôt de la physique des hautes énergie
3. la recherche avec des photons, c'est-à-dire rayonnement synchrotron et laser à électrons libres, pour la physique, la chimie, la biologie, la géologie et la médecine.

DESY a aussi pour mission de mettre à disposition une installation de grands accélérateurs, qui peuvent être utilisés par des institutions et des universités aussi bien nationales qu'internationales. Dans le domaine de recherche avec les photons, le large spectre de recherche est particulièrement intéressant.

## Emplacement
Depuis 1992 DESY est réparti sur deux sites : le plus grand à Hambourg (1 879 personnes en 2007) et l'autre à Zeuthen, près de Berlin (216 personnes en 2007).
En effet, DESY a été agrandi à Zeuthen, au sud-est de Berlin le 1er janvier 1992. Sur ce site se trouvait l'institut de physique à hautes énergies de l'ancienne RDA.

## Budget et financement
Le centre de recherche a un budget annuel d'environ 170 millions d'euros, dont 154 millions d'euros vont à Hambourg, et les 16 millions restant à Zeuthen.
90 % des fonds proviennent du ministère fédéral de l'Éducation et de la Recherche, et 10 % de la ville de Hambourg ou de l'État du Brandebourg.

## Accélérateurs

### L'accélérateur DORIS (1974-2013)
DORIS (Doppel-Ring-Speicher), construit entre 1969 et 1974, a été le deuxième accélérateur circulaire de DESY, et son premier anneau de stockage, avec une circonférence d'environ 300 mètres. À partir de 1980, le rayonnement synchrotron généré par DORIS a été utilisé pour des expériences scientifiques sur les photons ; de 1993 à 2012, l’anneau de stockage a servi exclusivement de source de rayonnement synchrotron sous le nom DORIS III. L’expérience de physique des particules OLYMPUS s’est ensuite déroulée en 2012 avant que DORIS ne soit arrêté au début de 2013.

### L'accélérateur PETRA (1978-)
PETRA (Positron–Electron Tandem Ring Accelerator) est un collisionneur électron-positron de 19 GeV qui a fonctionné de 1978 à 1986. Il avait une circonférence de 2304 m. Il a notamment permis de mettre en évidence l'existence des gluons.
Cet accélérateur a ensuite été utilisé à partir de 1990 en tant que préaccélérateur pour son successeur HERA, sous le nom PETRA II.
Parallèlement à l'arrêt de HERA en 2007, PETRA a cessé de fonctionner comme préaccélérateur, et a été converti en source de lumière synchrotron appelée PETRA III, capable de rivaliser avec les meilleures sources de l'époque sur le plan de la qualité. La première phase de construction qui comporte la construction d'un nouveau grand hall expérimental et la reconstruction complète de l'anneau de stockage a pris fin en 2010 (les premières lignes de lumière ont été opérationnelles dès 2009).
Dans un second temps, un deuxième hall expérimental a été construit pour permettre l'installation d'autres lignes de lumière. Ce projet qui s'est achevé en fin d'année 2013, s'est accompagné de l'arrêt définitif de l'anneau de stockage DORIS III. Le but était de permettre d'alléger significativement le coût opérationnel (arrêt d'un anneau de stockage), tout en profitant des performances supérieures de la machine PETRA III.

### L'accélérateur HERA (1992-2007)
De 1992 jusqu'à sa fermeture en juin 2007, l'accélérateur HERA (Hadron-Elektron-Ring-Anlage) a été le principal équipement du site de Hambourg. HERA était surtout le premier et le seul collisionneur électron-proton dans le monde.
D'une circonférence de 6,3 km, il permettait de collisionner des protons d'énergie 920 GeV et des électrons (ou des positrons) de 27,5 GeV. Quatre expériences étaient installées sur ce collisionneur : HERA-B (terminée en février 2003), H1, ZEUS et HERMES (toutes trois terminées en 2007).
Entre 2000 et 2003, d'importantes modifications ont été apportées à HERA pour permettre notamment l'augmentation de la luminosité du faisceau ainsi que sa polarisation. On parle de "HERA I" et "HERA II" pour désigner l'accélérateur avant ou après modification.

### FLASH
FLASH (acronyme de l'anglais Free-Electron Laser à Hambourg) est un laser à électrons libres (FEL) en service depuis 2000. Il a une longueur de 315 m. Il est basé sur une installation d’essai pour la technologie des accélérateurs supraconducteurs construite en 1997 pour le projet TESLA et sert d’installation utilisateur pour des expériences avec le rayonnement FEL généré depuis 2005. FLASH fournit des impulsions lumineuses ultracourtes dans la gamme des rayons ultraviolets extrêmes et des rayons X mous pour sept stations expérimentales et est également utilisé comme installation d’essai pour le développement des technologies d’accélérateur et de FEL.

### Le laser à électrons libresEuropean XFEL(2017-)
En juin 2007 le gouvernement allemand, supporté par une collaboration européenne, a officiellement donné le feu vert pour la construction d'un nouvel accélérateur linéaire à Desy : le projet European XFEL. Il a été construit sous terre entre Desy (à Hambourg) et la ville de Schenefeld dans le Land du Schleswig-Holstein et son accélérateur de particules mesure 3,4 km. Il permet de produire des impulsions de rayons X aux caractéristiques intéressantes :
- l'intensité de chaque impulsion est très élevée, de l'ordre de 1012 photons par impulsion (soit l'équivalent de l'ensemble des photons produits en une seconde dans une machine classique ; 27 000 impulsions seront produites chaque seconde par le European XFEL) ;
- la lumière produite possèdera une cohérence longitudinale (ou transverse) de l'ordre de 100 % (la cohérence temporelle dépend du degré de monochromaticité) ;
- la longueur d'onde de la lumière émise va de 0,05 ; 4,7 nanomètres (10-9 mètre)[4] ;
- les impulsions seront très courtes, d'une durée de moins de 100 fs ;
- un haut taux de répétition ; en moyenne 27 000 impulsions seront produites par seconde (ce qui en fera de loin la machine la plus « lumineuse »). De plus ces impulsions ne seront pas produites de manière régulière, mais sous la forme de trains de 3 000 impulsions, à une fréquence de 5 MHz (200 ns entre chaque impulsion) ; les trains d'impulsions seront produits à une fréquence de 10 Hz. C'est 200 fois plus que d'autres lasers du même type !

La mise en route de la machine et des premiers instruments était prévue pour 2015 ; son inauguration a eu lieu le 1er septembre 2017 (par 11 pays européens plus la Russie) et ses premières expériences ont été lancées mi-septembre 2017; il devrait permettre de décrire des formes tridimensionnelles de biomolécules aussi petites que des virus et les structures de nanomatériaux. À cette date, c'est le laser X le plus puissant au monde.

### Le projet TESLA
TESLA c'est l'acronyme de TeV Energy Superconducting Linear Accelerator.
C'est un projet d'accélérateur collisionneur linéaire de 33 kilomètres de long, avec plus de 21 000 cavités supraconductrices (-271 degrés). Les collisions étudiées seront du type électron-positon.

## Instituts présents au sein de DESY
Bien que DESY soit un institut de recherche à part entière, il joue aussi un rôle d'hôte pour d'autres instituts de recherche allemands et européens. Ces instituts ont en général des liens de partenariats avec DESY, et prennent une part très active dans le développement du centre, par exemple en assurant la construction et l'exploitation de stations expérimentales situées au sein des installations construites et opérées par DESY.

### EMBL
Le Laboratoire européen de biologie moléculaire, (EMBL), possède et exploite 7 lignes de lumière présentes sur l'anneau de stockage DORIS III, et construit actuellement plusieurs lignes de lumière du nouvel anneau de stockage PETRA III.

### Université de Hambourg
L'université de Hambourg possède plusieurs bâtiments sur le campus de Hambourg. Ces bâtiments sont principalement des unités de recherches, concentrées sur des thématiques proches de celles de DESY.

### La société Max-Planck
La société Max-Planck possède plusieurs groupes basés au sein de DESY, certains étant concentrés sur des recherches ayant trait à des thématiques fortes au sein de DESY, tels que les études en biologie structurale, ou l'exploitation des lasers d'électrons libres.

### Le groupe de recherche GKSS
Le groupe de recherche GKSS, qui appartient comme DESY à la société Helmotz, possède plusieurs lignes de lumière au sein des anneaux de stockages DORIS III et PETRA III, dédiées à des recherches dans le domaine des matériaux.

### Le centre pour l'exploitation des lasers à électrons libres
Ce centre, aussi appelé CFEL est une émanation commune de DESY, de la Société Max-Planck, et de l'université de Hambourg, vise à devenir un centre à la pointe de l'exploitation des nouvelles sources de lumières de type lasers à électrons libres. Il est constitué de cinq groupes de recherches, pilotés par cinq professeurs de réputation mondiale.